# Dziechowo
Dziechowo – wieś w Polsce położona w województwie kujawsko-pomorskim, w powiecie sępoleńskim, w gminie Sępólno Krajeńskie.
W latach 1975–1998 miejscowość administracyjnie należała do województwa bydgoskiego. Według Narodowego Spisu Powszechnego (III 2011 r.) liczyła 107 mieszkańców. Jest 23. co do wielkości miejscowością gminy Sępólno Krajeńskie.